# Consell de Ministres del Regne dels Països Baixos
El Consell de Ministres del Regne (en neerlandès: Ministerraad van het Koninkrijk o Rijksministerraad) és el consell executiu del Regne dels Països Baixos, que és un Estat compost per quatre països: Aruba, Curaçao, els Països Baixos, i Sint Maarten. El Consell de Ministres del Regne consisteix en el Consell de Ministres dels Països Baixos complimentat per un Ministre Plenipotenciari d'Aruba, un Ministre Plenipotenciari de Curaçao i Ministre Plenipotenciari de Sint Maarten. El Primer Ministre dels Països Baixos presideix el Consell. Juntament amb la Reina, el Consell forma part del Govern del Regne, també conegut com la Corona.
Una diferència significativa entre els ministres neerlandesos i els ministres plenipotenciaris és que mentre uns rendeixen comptes davant del Parlament neerlandès els plenipotenciaris ho fan davant dels seus respectius governs nacionals. Per tant, els ministres plenipotenciaris normalment no se'ls requereix en convocatòries de gabinets de crisi.
Encara que el Regne dels Països Baixos es distingeix legalment dels Països Baixos i, per tant, el Consell de Ministres del Regne és un òrgan diferent del Consell de Ministres dels Països Baixos sovint es percep com el mateix cos, des del moment en què els Països Baixos és, de lluny, el país més poderós dels quatre en assumptes federals.
Les lleis aplicables a tot el Regne es coneixen com a actes reials. Un exemple d'aquesta legislació la trobem en l'Acta reial sobre la ciutadania neerlandesa (en neerlandès: Rijkswet op het Nederlanderschap).